# Emily Tennant
Emily Tennant es una actriz canadiense. Es conocida por su papel de Ivy Young en la serie de televisión Sr. Young, y como Sarah en Triple Dog. Ella se acredita a veces como Emily Tenant.

## Vida y carrera
Emily Tennant nació en Vancouver y creció en los suburbios. En el año 2000 interpretó su primer papel en la película de comedia romántica Personally Yours. Luego, formó parte de pequeños papeles en series de televisión y películas. En 2004 participó en la comedia y serie de terror Kingdom Hospital. También fue protagonista en el thriller de 2009 Zombie Punch. Ganó un Premio Leo en la categoría de Mejor Actuación Femenina, en un drama corto llamado Valentines en 2009. Del 2011 al 2013, Tennant participó en un papel principal en la comedia adolescente canadiense Sr. Young. En el 2018, tuvo su primer rol de voz con el show animado Polly Pocket.

## Filmografía

### Películas
| Año  | Título                                | Papel                      | Notas                  |
| ---- | ------------------------------------- | -------------------------- | ---------------------- |
| 2000 | Personally Yours aka Wilderness Love  | Hannah Stanton             | Película de televisión |
| 2002 | The Rhino Brothers                    | Mellisa Kanachowski        |                        |
| 2002 | Killer Bees!                          | Cassidy Harris             |                        |
| 2004 | Scooby Doo 2: Monsters Unleashed      | Joven Daphne               |                        |
| 2004 | Yo, Robot                             | Sarah                      |                        |
| 2005 | The Sisterhood of the Traveling Pants | Krista Rodman              |                        |
| 2006 | Dr. Dolittle 3                        | Niña de la fiesta número 2 |                        |
| 2006 | John Tucker Must Die                  | Joven Hallway              |                        |
| 2007 | Destination: Infestation              | Jamie Ross                 | Película de televisión |
| 2007 | Juno                                  | Chica gótica               |                        |
| 2008 | Riddles of the Sphinx                 | Karen                      | Película de televisión |
| 2008 | Valentine                             | Jess                       | Cortometraje           |
| 2009 | Zombie Punch                          | Paige Turner               | Papel principal        |
| 2009 | I Love You, Beth Cooper               | Sophomore #2               |                        |
| 2009 | Jennifer's Body                       | Joven Chismosa             |                        |
| 2009 | Christmas in Canaan                   | Sarah Burton               | Película de televisión |
| 2010 | Frankie & Alice                       | Paige (16 años de edad)    |                        |
| 2010 | Flicka 2                              | Amy Walker                 | Directo a DVD          |
| 2010 | Triple Dog                            | Sarah                      |                        |
| 2010 | Battle of the Bulbs                   | Susie Wallace              | Película de televisión |
| 2011 | Christmas Comes Home to Canaan        | Sarah Burton               |                        |
| 2014 | Way of the Wicked                     | Heather Elliot             |                        |
| 2016 | USS Indianapolis: Men of Courage      | Clara                      |                        |
| 2018 | Open 24 Hours                         | Debbie                     |                        |

### Televisión
| Año       | Título                              | Papel                          | Notas                                                         |
| --------- | ----------------------------------- | ------------------------------ | ------------------------------------------------------------- |
| 2000      | Dark Angel                          | Estudiante de idiomas número 1 | 1 episodio: Heat (1x01)                                       |
| 2003      | Rockpoint P.D.                      | Tina                           | 1 episodio: Cat Got Your Tongue? (1x03)                       |
| 2004      | Kingdom Hospital                    | Mona Klingerman                | 6 episodios                                                   |
| 2004      | The Days                            | Chica linda #2                 | 1 episodio: Day 1,385 (1x03)                                  |
| 2005      | Reunion                             | Chica                          | 1 episodio: 1993 (1x08)                                       |
| 2006      | Masters of Horror                   | Adolescente rubia              | 1 episodio: Family (2x02)                                     |
| 2008      | Sanctuary                           | Patricia Heathering            | 1 episodio: Warriors (1x10)                                   |
| 2009      | Supernatural                        | Fan número 1 de Paris Hilton   | 1 episodio: Fallen Idols (5x05)                               |
| 2011-2013 | Sr. Young                           | Ivy Young                      | Actriz principal (55 episodios)                               |
| 2014–2015 | Cedar Cove                          | Cecilia Rendall                | 10 episodios                                                  |
| 2014      | Some Assembly Required              | Isabelle                       | Episodio: "Just Like a Baby"                                  |
| 2014      | Supernatural                        | Tasha                          | Episodio: "Paper Moon"                                        |
| 2014      | Driven Underground                  | Kristy                         | Película para televisión                                      |
| 2015      | A Novel Romance                     | Tabitha                        | Película para televisión                                      |
| 2015      | If There Be Thorns                  | Melodie Richarme               | Película para televisión                                      |
| 2015      | Truth&Lies                          | Taylor                         | Película para televisión; también conocida como Text to Kill  |
| 2015      | The Wedding March                   | Grace Pershing                 | Película para televisión                                      |
| 2016      | Motive                              | Lexi Moore                     | Episodios: "Chronology of Pain", "We'll Always Have Homicide" |
| 2016      | Legends of Tomorrow                 | Clarissa Stein                 | Episodio: "Compromised"                                       |
| 2017      | The Surrogate's Nightmare           | Shelly                         | Película para televisión                                      |
| 2018      | Polly Pocket                        | Polly Pocket                   | Protagónica de voz                                            |
| 2018      | Marvel Super Hero Adventures        | Ghost Spider                   | Rol recurrente de voz                                         |
| 2019      | Charmed                             | Angelica                       | Episodio: "Touched by a Demon"                                |
| 2019      | My Little Pony: Friendship Is Magic | Mane Allgood                   | Episodio: "The Last Crusade" (voz)                            |
| 2019      | Supergirl                           | Edna                           | Episodio: "American Dreamer"                                  |
| 2020      | Riverdale                           | Srta. Appleyard                | Episodio: "Chapter Sixty-Seven: Varsity Blues"                |
| 2020      | Project Blue Book                   | Judy Newbold                   | Episodios: "The Roswell Incident (Parts 1 & 2)"               |
| 2021      | Two Sentence Horror Stories         | Jen Spencer                    | Episodio: "Imposter"                                          |